# Los Holy's
Los Holy's fue una banda de rock psicodélico instrumental formada en 1966 en el distrito limeño de Pueblo Libre, grabaron un LP y varios discos de 45 r. p. m., siendo entre los primeros grupos de rock en los 60s en experimentar con el rock psicodélico, el surf rock y el beat latino. 

## Historia
La banda se formó a fines de 1966, por unos amigos que estudiaban en colegio "GUE. Bartolomé Herrera" en el distrito de Pueblo Libre. Inicialmente se llamaron Los Sharks , luego al finalizar el colegio se cambiaron el nombre a Holy's. Llamándose así debutaron en los
programas de TV Locura del Ritmo y Ritmolandia. 
En 1966 grabaron su primer 45 r. p. m. ("Holy’s psicodélicos" / "Luces de Guinza") para Dinsa / Suceso, casa discográfica fundada por Alberto Maraví. 
Cuando el grupo se propuso grabar su primer LP hubo momentos de tensión pues el mánager y el tecladista Carozzi querían temas más tradicionales a diferencia de Walo, Goyzueta y Óscar Sáenz quienes preferían el sonido más acorde con lo que escuchaban en ese entonces, es decir bandas como Cream y el rock inglés.
Luego de este suceso en 1967 cambiarían de casa discográfica y se irían a Sono Radio y grabaron, bajo la producción y arreglos orquestales de Enrique Lynch, su primer LP titulado Sueño sicodélico. 
El disco fue innovador en esa época con un sonido sicodélico y surf, donde destacaron temas como "Piedra de los 12 Ángulos", "Sueño Sicodélico" o "El Hombre Desnudo".
Sin duda algo que llamó mucho la atención fue el texto que aparecía en su contraportada de su LP, la cual decía : "¿Conocemos todos los sonidos emitidos en el fondo submarino?¿las estaciones espaciales no captan ondas producidas a miles de años luz?, trataremos de reproducir esos sonidos con nuestros instrumentos y quizás resulten más agradables que el rumor de olas", la cual reflejaba la sicodelia en todo su esplendor.
En 1968 grabarían para Sono Radio los 45s "Sueño psicodélico" / "Melodía encantada", "El gran chaparral" /"Campo de vampiros", "La perla sagrada" / "Stormy" y "Hawaii 5-0" /"Reunión psicodélica". En estos sencillos había desde versiones de temas de series populares de TV como Hawaii 5-0 y El Gran Chaparral y temas verdaderamente notables como "Campo  de vampiros", "Sueño psicodélico" y "Melodía encantada". "Cuando" y "Necio de mi corazón"  por su parte están cantadas por Carmencita Sáenz, hermana del bajista y cuya presencia estaba asociada solo por los intereses del mánager, esto determinó el fin de la banda y tras un mano a mano con Los Golden Stars donde la cantante no pudo con la presión y el grupo solo tocó 5 canciones.
Tras estos sucesos el baterista Walo Carrillo sintió que la banda ya no era de rock mientras que el movimiento hippie se apoderada de la escena limeña, este decidió hacer una falta con lo cual fue expulsado del grupo y luego reemplazado por el sobrino del mánager quien nada pudo hacer por salvar a la banda que se terminaría separando dos meses después en julio de 1969 y en octubre de ese mismo año Walo Carrillo formaría una banda de estilo hippie llamada Telegraph Avenue.

## Discografía
Álbum de estudio
- Sueño Sicodélico (Sono Radio, 1967)

Singles & EPs
- Holys Psicodélicos / Luces de Ginza (Suceso, 1966)
- Necio de mi Corazón / Cuando (Suceso, 1967)
- El Gran Chaparral / Campo de Vampiros (Sono Radio, 1968)
- Sueño Sicodélico / Melodía Encantada (Sono Radio, 1968)
- Psicodélico Desconocido / Tema del Silencio (Suceso, 1968)
- La Perla Sagrada / Stormy (Sono Radio, 1969)
- Amor Inolvidable / Alguien Canto (Sono Radio, 1969)
- Hawaii 5-O / Reunión Sicodélica (Sono Radio, 1969)
- La Perla Sagrada / Spectro I (Sono Radio, 1969)